# Arteria ilíaca externa

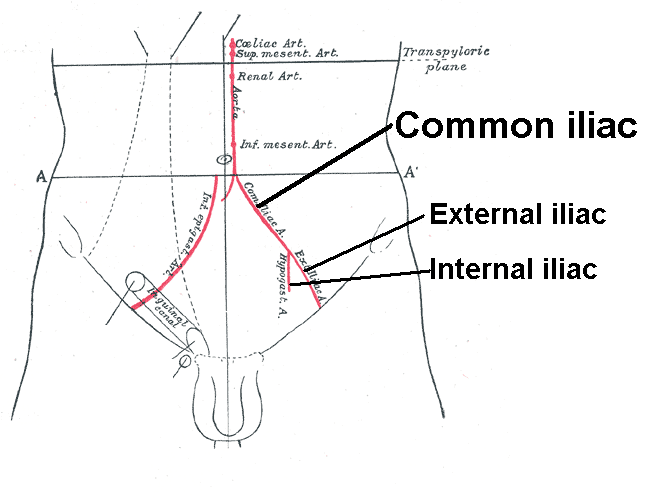
Abdomen de frente, mostrando la arteria ilíaca común, que es el origen de la arteria iliaca externa.

La arteria ilíaca externa es una arteria de gran calibre en la región pélvica que se origina en la ilíaca primitiva y que lleva sangre fundamentalmente al miembro inferior. La arteria ilíaca externa es una arteria dual, es decir, hay una a cada lado del cuerpo: una arteria ilíaca externa derecha y otra izquierda. La arteria ilíaca externa va acompañada de la vena ilíaca externa, que corre posterior a la arteria.

## Ramas
- Rama uretral.
- Rama epigástrica.
- Rama circunfleja ilíaca.

La epigástrica y la circunfleja ilíaca son colaterales importantes.
- Arteria femoral (puede considerarse una rama terminal, puesto que se continúa con esta arteria).[1]

## Recorrido
La arteria ilíaca externa deriva de la bifurcación de la arteria ilíaca común. Desciende algo hacia delante y hacia fuera de la línea media, haciendo su recorrido hacia el miembro inferior.
- Arteria epigástrica inferior: Va hacia arriba para anastomosarse con la arteria epigástrica superior (una rama de la arteria toráxica interna).
- Arteria circunfleja ilíaca profunda: Viaja lateralmente a lo largo de la cresta ilíaca de la pelvis.
- Arteria femoral: Cuando la arteria ilíaca externa pasa por detrás del ligamento inguinal, cambia de nombre a arteria femoral.

## Distribución
Se distribuye hacia la pared abdominal, los órganos genitales externos y el miembro inferior.